# 멘젤테밈

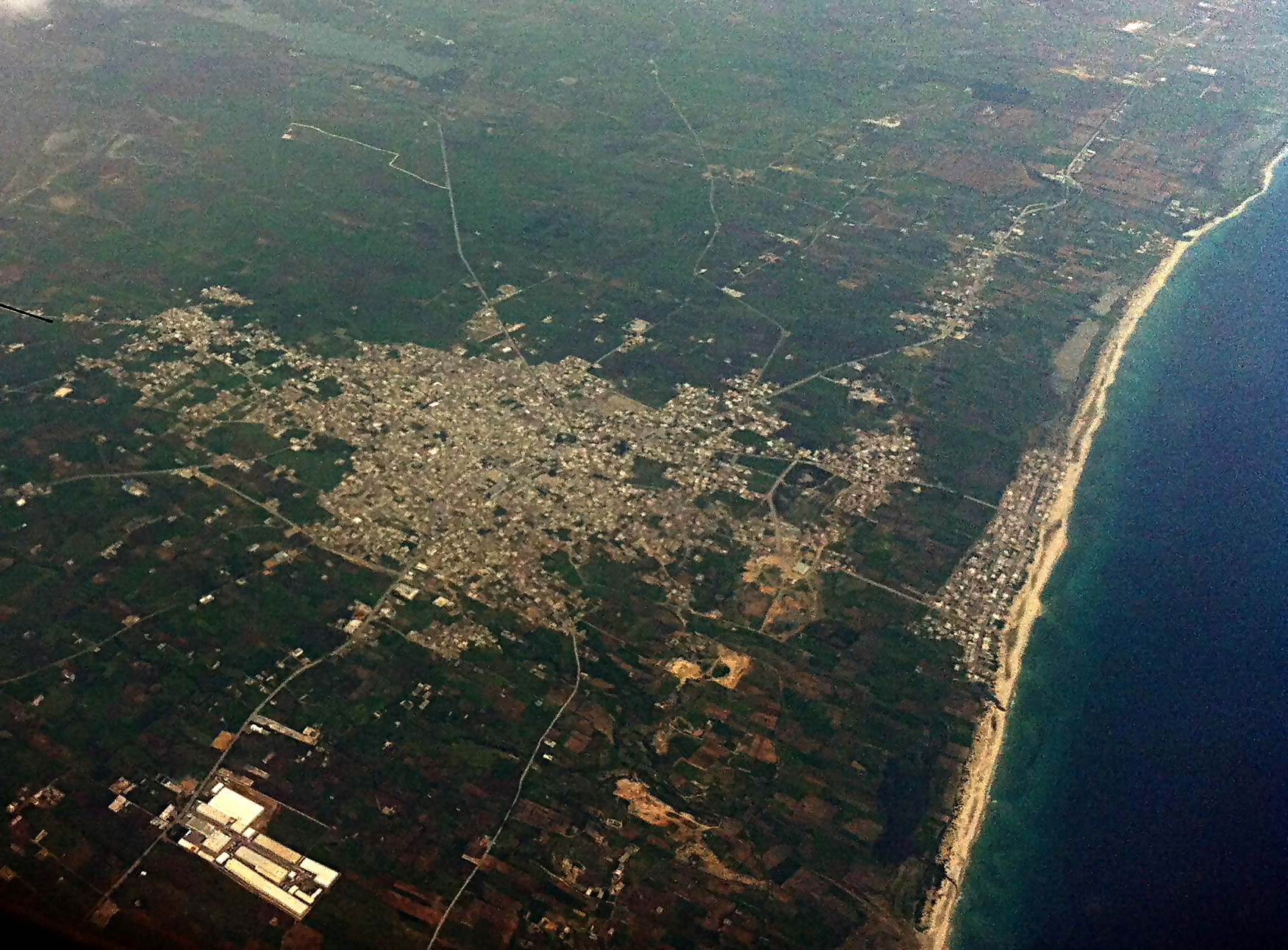

멘젤 테밈(영어: Menzel Temime, 아랍어: منزل تميم)은 튀니지 나뵐 주에 있는 도시이다. 인구는 34,528명(2004년)이다. 11세기에 건설되었다.